# Lillian Heath
Lillian Heath, född 29 december 1865,  död 5 augusti 1962, var Wyomings första kvinnliga läkare.  

## Biografi
Lillian Heath föddes i Burnett Junction i Wisconsin. Familjen flyttade sedan västerut, när hon var åtta år kom familjen till Rawlins i Wyoming där fadern dekorationsmålade lok och vagnar för järnvägsbolaget Union Pacific Railroad.
Familjen bodde i Rawlins House som 1878 besöktes av forskaren Henry Draper och uppfinnaren Thomas Edison som var där för att beskåda en total solförmörkelse över Wyoming. Lillian Heath såg den tillsammans med dem. I början av 1880-talet var hon assistent till järnvägsbolagets läkare Thomas Maghee. Hon följde med honom på patientbesök klädd i manskläder och beväpnad med ett skjutvapen som beskydd. Hon bevittnade som 15-åring undersökningen av den lynchade gangstern Big Nose George tillsammans med John Eugene Osborne. Därvid lät Osborne tillverka ett par skor av skinnet och Heath fick toppen av skallbenet som souvenir, vilket hon använde som dörrstopp och askfat. Det finns nu utställt på järnvägsmuseet Union Pacific Railroad Historical Museum i Council Bluffs i Iowa och skorna är utställda i Carbon County Museum i Rawlins.
Heath utexaminerades från Rawlins High School 1888 och började därefter på University of Colorado i Boulder innan hon fortsatte på läkarskolan Keokuk College of Physicians and Surgeons i Iowa. Hon var en av tre kvinnor i klassen med 22 elever och efter examen flyttade hon tillbaks till Rawlins där hon öppnade praktik i föräldrarnas hus. Hon gifte sig 1898 och slutade praktisera medicin 1909.
På 1950-talet hittades kvarlevorna av en människa i en whiskytunna. Någon kände till historien om undersökningen och skallbenet som Lillian Heath hade kunde bekräfta att det kom från samma person. 
Lillian Heath avled på sjukhus 1962 efter ett lårbensbrott på grund av ett fall.